# Sagraea penninervis
Sagraea penninervis är en tvåhjärtbladig växtart som först beskrevs av August Heinrich Rudolf Grisebach, och fick sitt nu gällande namn av José Jéronimo Triana. Sagraea penninervis ingår i släktet Sagraea och familjen Melastomataceae. Inga underarter finns listade i Catalogue of Life.